# Lubinella morobensis
Genre
Espèce
Lubinella morobensis, unique représentant du genre Lubinella, est une espèce d'araignées aranéomorphes de la famille des Uloboridae.

## Distribution
Cette espèce est endémique de la province de Morobe en Papouasie-Nouvelle-Guinée,. Elle se rencontre entre 1 200 et 2 100 m d'altitude.

## Description
Le mâle mesure 4,15 mm et les femelles de 5,48 à 6,47 mm.

## Étymologie
Le genre est nommé en l'honneur de Yael D. Lubin.
Son nom d'espèce, composé de morob[e] et du suffixe latin -ensis, « qui vit dans, qui habite », lui a été donné en référence au lieu de sa découverte, la province de Morobe.

## Publication originale
- Opell, 1984 : Lubinella, a new genus of Uloboridae (Arachnida, Araneae). Journal of Arachnology, vol. 11, p. 441-446 (texte intégral).